# Igor Cukrov

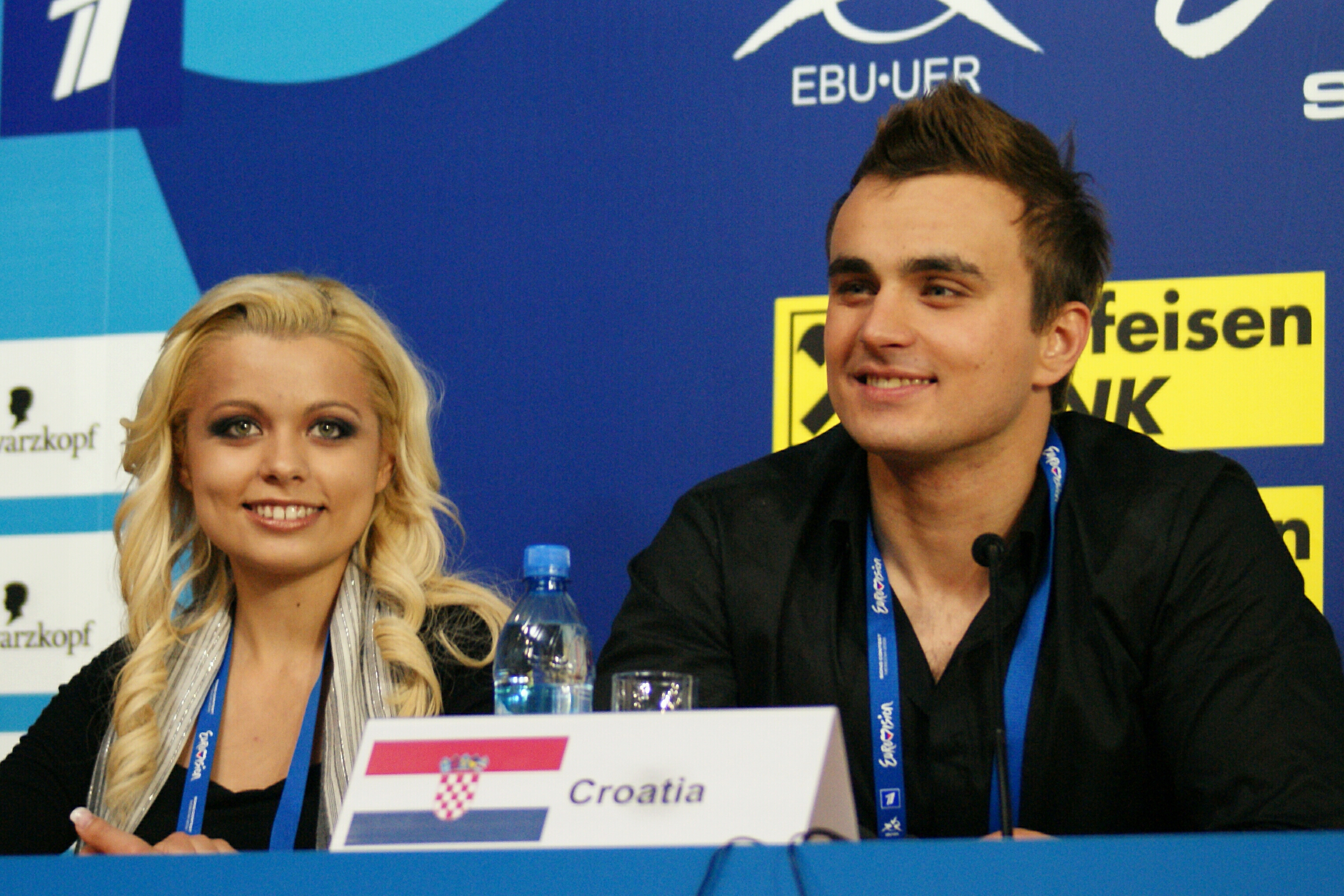
Igor Cukrov a Andrea Šušnjara na Eurovizi 2009

Igor Cukrov (narozen 6. června 1984) je chorvatský popový a operní zpěvák a hudebník. Proslavil se účastí v balkánské talentové show Operacija Trijumf  a reprezentací Chorvatska na Eurovizi 2009 v Moskvě, kde spolu s Andreou Šušnjarou vystoupil s písní Lijepa Tena. Obsadil 18. místo s 45 body.

## Singly
- 2009 Lijepa Tena (featuring Andrea Šušnjara)
- 2009 Mjesecar
- 2009 Nebesa (featuring Magazin)
- 2010 Moja draga
- 2010 Treba li mi netko kao ti
- 2010 Proli vino po meni